# Jean-Félix Faydel
Jean-Félix Faydel (Cahors, 9 de septiembre de 1744 - 26 de junio de 1827) fue un abogado y político francés.

## Biografía
Jean-Félix Faydel es hijo legítimo y natural del comerciante Antoine Faydel y dama Isabeau Gensac.
Elegido diputado a los Estados Generales por el Tercer estado del senescal de Quercy, el 24 de marzo de 1789, participó en los trabajos de la Asamblea Constituyente hasta el 30 de septiembre de 1791.
Es uno de los firmantes de las actas de las reuniones de la Asamblea Nacional, de los días 20, 21, 22, 23, 24 y 26 de agosto de 1791 de agosto, durante el cual la Asamblea adoptó la Declaración de los Derechos del Hombre y del Ciudadano.
Durante la Revolución, proporcionó regularmente información a los agentes de la Agence royaliste de Paris.
Después de la disolución de la Asamblea Constituyente y su reemplazo por la Asamblea Legislativa, se hizo a un lado y solo reapareció como consejero de la prefectura de Lot el 19 de Nivôse del año XIII. Ingresó al Cuerpo Legislativo como diputado por Lot el 10 de agosto de 1810.
Se adhiere a la confiscación de Napoleón Ist y pierde su mandato a causa de los Cien Días, pero vuelve a sentarse el 22 de agosto de 1815 en la Habitación Irrastreable. En septiembre de 1815, compareció en el estrado para provocar un proyecto de ley sobre el ejercicio del derecho de petición. Combate el artículo de ley que autorizó las visitas domiciliarias en los particulares sospechosos de realizar o sustentar el fraude en materia de derechos solidarios. Regresó a la vida privada cuando se disolvió esta Cámara en 1816.
A lo largo de su carrera política, figura entre los más moderados. Creado Caballero de la Legión de Honor el 24 de septiembre de 1814, se convirtió en oficial el 11 de enero de 1815.
Su hijo, Antoine-Joseph-Pierre, nacido el 16 de septiembre de 1780 en Cahors, consejero de la corte real de Toulouse en 1814, fue nombrado caballero el 1 de noviembre del mismo año.